# Fikret Cacan
Fikret Cacan (Zenica, 28. lipnja 1958. – 12. veljače 2020.), hrvatski pjesnik i prevoditelj, slavist, bibliograf, šahist i stolnotenisač, rodom iz BiH

## Životopis
Rodio se u Zenici. Na zadarskom Filozofskom fakultetu počeo je studij komparativne književnosti, filozofije i rusistike, a diplomirao je na zagrebačkom Filozofskom fakultetu 1983. godine. Radio je u Nacionalnoj i sveučilišnoj knjižnici i u Hrvatskoj izvještajnoj novinskoj agenciji. 
Prevodio je ruske književnike na hrvatski. Ističu mu se prijevodi djela Ane Ahmatove Tajne zanata, Tri jeseni: pjesme i sjećanja, zatim od Osipa Mandeljštama Pjesme i eseji i Izabrane pjesme, od Josifa Brodskog Božićne pjesme i Postaja u pustinji, djelo Nikolaja Zablockog ''Izabrani stupci i pjesme" te Puškinova Bajka o ribaru i ribici. Prevodio je i Vasilija Grossmana (Sve teče, Život i sudbina), Jevgenija Griškovca (Košulja), Sergeja Minajeva (Ruski party, Moskvo, ne volim te), Olega Kašina (Rusija u banani) i Svjetlanu Aleksijevič (Rabljeno doba), Olega Pavlova (Ruska trilogija), Juliju Juzik (Alahove nevjeste), Vladimira Sorokina (Plavo salo).
2010. godine objavio je svoju zbirku poezije Ljiljan u trnju. Pjesme je objavio u časopisima te nastupao na festivalima poput Festivala slavenske poezije u Tveru u Rusiji, pjesničkoj manifestaciji Croatia rediviva u Selcima na Braču, Ljubičinim danima u Samoboru, Sesvetskom pjesničkom maratonu te u zagrebačkim klubovima.
Bio je dugogodišnji aktivni stolnotenisač i šahist. S ruskoga je na hrvatski preveo knjigu Garija Kasparova (Kasparov ju je napisao u suradnji s Dmitrijem Pliseckim) Moji veliki prethodnici 1 (Od Steinitza do Aljehina), po općem sudu o daleko najboljoj ikad napisanoj knjizi o šahu, njegovoj povijesti, problematici, prethodnim svjetskim prvacima, njihovim sudbinama i protivnicima.
Vodio je proslavu 200. obljetnice Aleksandra Puškina godine 1999. u Hrvatskoj te postavio veliku izložbu o pjesnikovu životu i djelu u Nacionalnoj i sveučilišnoj knjižnici.

## Nagrade
- Nagrada Društva hrvatskih književnih prevodilaca 1989. godine za najbolji prijevod poezije, za Pjesme i eseje Osipa Mandeljštama[1]

## Vanjske poveznice
- Jasmina Hanjalić Fikret Cacan: Jablan